# 동관 전투
동관 전투(潼關 戰鬪)는 후한 말기 건안 15년(211년) 조조와 관중 지방의 군벌 연합이 싸워 조조가 승리한 싸움으로 관중 군벌들은 몰락하게 되었다.

## 배경
후한 말, 옹주와 양주에서는 184년 한수이 모반을 일으킨 이래 각지에서 세력을 가진 사람들이 할거하여 중앙 정부와 서역 간의 연락이 끊길 지경이었다. 동탁도 손견도 이 일대의 모반을 진압하는 과정에서 이름을 날렸다.
192년 동탁이 살해당한 후 한수와 마등은 일단 이각 등 동탁의 잔당들에게 굴복하였다가 나중에 유언과 손을 잡고 반역을 일으켰으나 패퇴하여 서방으로 도주했다. 이후 한동안 중앙 정계에 발을 끊고 있었다. 마등과 한수는 원상과 손을 잡고 조조를 공격했다가, 조조가 파견한 부간의 설득으로 조조 편으로 돌아서 곽원을 공격해 죽였다.
한편, 마등과 한수의 사이가 벌어지자, 양주 자사 장기는 마등을 설득하여 일족들과 함께 조조의 근거지 업으로 이주하도록 했다.
211년, 조조가 종요와 하후연을 파견하여 장로를 토벌하고자 했는데  고유와 장기는 이 행동이 한수, 마초 등 관중 군벌들의 의혹을 사 모반을 일으키게 할 우려가 있다고 반대했지만, 조조는 듣지 않았다. 한수, 마초 등 관중 군벌들은 조조의 한중 정벌을 보고 거병했다.

## 전투 과정
마초는 아버지 마등의 의형제인 서량 태수 한수와  후선, 정은, 이감, 장횡, 양흥, 성의, 마완, 양추 등과 함께 20만 대군을 이끌고 장안 태수 종요를 무찌르고 사예주의 장안성을 함락시킨다.
결국 조조는 군사를 물려 부하 조홍과 서황에게 동관을 지키게 하지만 10일도 채 되지 않아 동관을 함락시킨다.
이에 조조는 직접 군사를 이끌고 마초와 대치하여 부하 장수들을 보내 싸우게 한다. 
조조는 이후에 마초와 몇 차례 접전을 벌여 크게 승리한다. 삼국지연의에서는 할수기포의 고사를 만들어내었지만, 이는 허구이고 정사의 승자는 조조이다.

이후 전쟁이 장기전으로 흘러가자 마초를 도와주던 서량 태수 한수가 화친을 청하고 조조는 이를 이용해 마초와 한수를 이간질시켜 서량군의 내부 분열을 일으키려는 작전을 세운다.
마초와 한수는 연의와는 달리 협력하여 조조군을 공격했으나 조조의 기습을 받아 서량군은 크게 패해 성의와 이감이 죽고 양추는 항복했으며 마초는 부하 30기만 이끌고 농서의 임조로 후퇴하고 조조는 안정까지 추격했다가 허창으로 회군한다.
그리고 업에 있던 마등은 아들 마철, 마휴 등과 함께 3족까지 모조리 멸족당한다.

## 마초의 재거병과 진압
마초는 강족 사람들에게로 달아가 군사를 다시 추스려 조조군의 철수를 노리며 농서의 여러 군현을 제압하고 양주 자사 위강을 살해한 뒤 기성을 중심으로 다시 저항을 한다.
그리고 마초는 스스로 정서장군 · 영 병주목 · 독양주군사를 칭하자 위강의 부하이던 양주참군 양부와 강서, 통관교위 윤봉, 조앙 등이 노성에서 반란을 일으켰고 마초가 조앙의 아들 조월을 죽이고 출전하지만 제대로 진압하지 못했고 그 사이 조조의 명령을 받은 하후연까지 참전했으며 곧비어 양부와 강서의 명령을 받은 양관과 조구 등이 마초의 처자와 부하들을 살해해 버린다.
기성의 성문까지 굳게 닫히자 진퇴양난이 빠진 마초는 결국 도주해 한녕태수 장로에게 몸을 의탁하는 신세가 된다.
212년에는 마초의 잔당이던 양흥이 풍익에서 노략질을 벌여 여러 현에서는 양흥을 두려워하여 역소를 성 아래로 옮겼으나, 풍익 태수 정혼이 군민을 단결시켜 양흥 아래의 부녀자들을 사로잡자 처자들을 잃은 사람들이 정혼에게 투항하여 양흥의 세력은 곧 무너졌다.
양흥 등은 남은 무리를 이끌고 부성에 집결했으나, 하후연이 원군으로 파견되자 정혼은 부성을 함락하고 양흥과 그 지파를 참수했다.
214년 한수가 장리의 강족과 흥국의 저족들을 도우며 반란을 일으키자 하후연을 보내 이를 진압하고 한수는 215년 서량의 장수 국연과 장석에게 살해당한다.
그리고 장로에게 의탁하던 후선과 정은도 215년 한중 공방전에서 장로가 조조에게 항복하면서 같이 투항한다.
이로써 동관 싸움에 참전한 관중 10군벌은 모두 세력을 잃었고, 관중 · 관서 지역에 대한 조조의 영향력이 강화되었다. 그러나 이 지역은 완전히 조조에게 굴복한 것이 아니어서, 이후에도 세력 있는 강족의 지도자나 토호들이 자주 중앙 정부에서 파견한 태수 · 자사들을 쫓아내거나 심지어 살해하기까지 했다.

## 참전 인물
- 조조측
  - 조조
    - 조인
    - 허저
    - 장합
    - 가후
    - 주령
    - 정비
    - 조홍
    - 이통

- 관중 군벌 연합측
  - 마초
  - 한수 †
  - 후선
  - 정은
  - 양추
  - 이감 †
  - 장횡
  - 양흥 †
  - 성의 †
  - 마완